# 台鉄電源荷物車

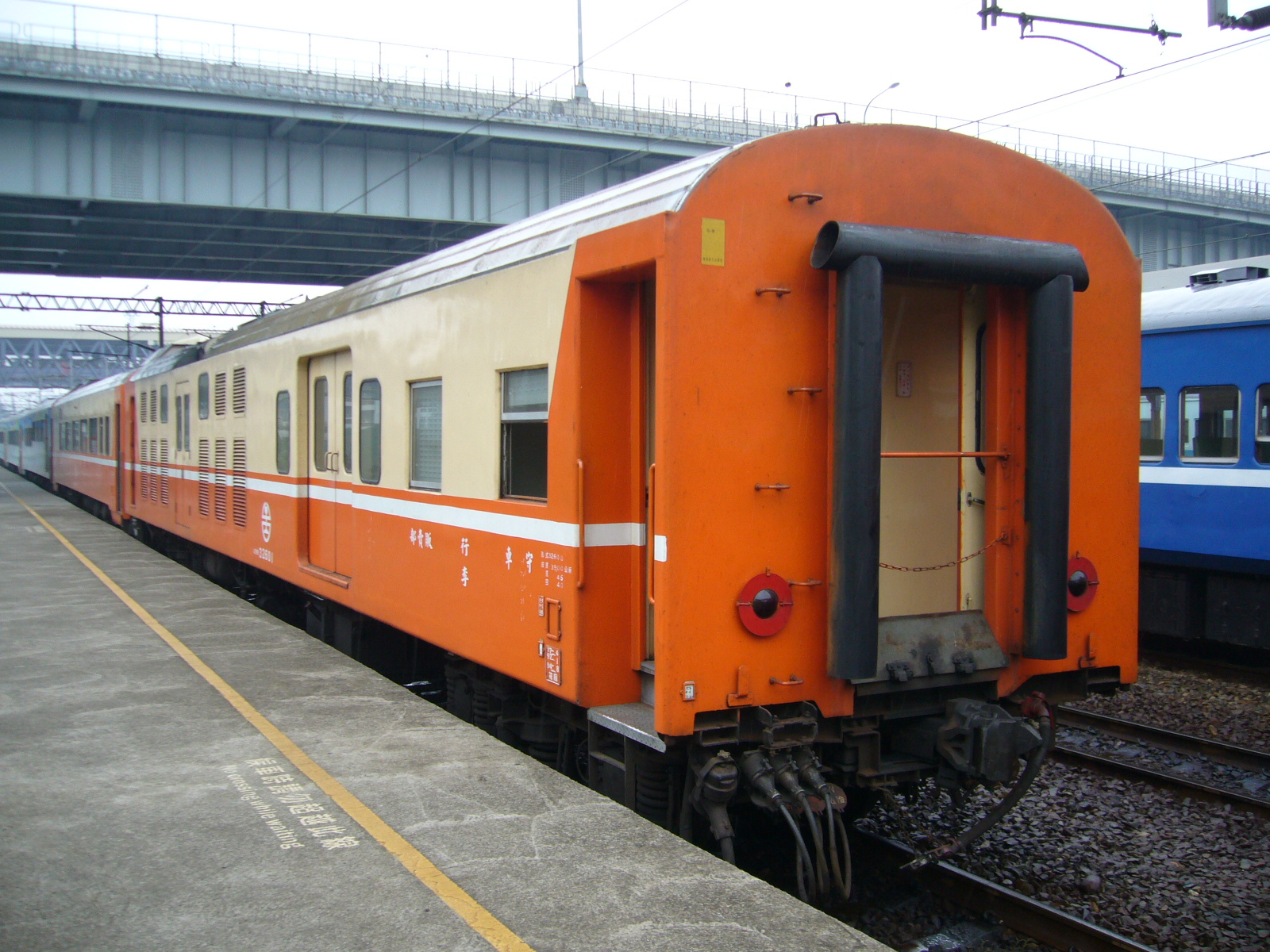
PBK32601電源荷物車（高雄駅にて）

台鉄電源荷物車（たいてつでんげんにもつしゃ、正体字: 台鐵電源行李車、英文表記: Power & Baggage Car with Brake Van）は、台湾鉄路管理局（台鉄）の客車である。他の客車用の空調電源発電用のディーゼルエンジンと発電機を搭載する電源車であり、車体の一部は荷物室を持つ合造車である。略称はPBK。

## 概要
台鉄の路線が電化される以前は、ディーゼル機関車は空調用の給電設備を持っていなかったので、空調対号列車の運用には必須であった。路線の電化が進むと大半は非電化区間の宜蘭線、北廻線、花東線、南廻線、屏東線の空調列車に用いられる様になった。近年に宜蘭線、北廻線、屏東線が続々と電化が完成し、使用される路線が減少してきた。一部の車輌は発電装置を撤去して単なる荷物車（BK）として使用されている。この様な電源荷物車の前身は1963年に台湾鉄路管理局が冷房付きの観光号用として登場させた冷房電源供給専用のEGK32300型電源車である。1967年にSP32800型客車が登場し、鉄路管理局は新たな電源車を購入した。これはPBK32800型という形式名で台鉄電源荷物車の始祖である。その後は莒光号の運転開始に伴って更に多くの形式の電源荷物車が存在する。

## 形式
台鉄に存在した電源荷物車の形式は以下の通りである。
1. 40PBK32800（製造：台鉄台北機廠）[1]
2. 45PBK32800（40PBK32800より改造）
3. 45PBK32850（新造：日立製作所　改造：唐栄鉄工廠）[2]
4. 45PBK32950
5. 45PBK32600（製造：唐栄鉄工廠）[3]
6. 45PBK10400（製造：唐栄鉄工廠）[4]
7. 45PBK10500（製造：唐栄鉄工廠）[5]

ディーゼル機関車牽引の莒光号の他に復興号や冷気平快でもディーゼル機関車牽引の場合に用いられているが、莒光号に合わせた塗色なので客車と塗色が異なっている。なお、45PBK32850型電源荷物車が16番ゲージとNゲージで南洋物産によってキット及び完成品として模型化されている。